# 埃特勒 (北部省)
埃特勒（法語：Estreux，法語發音：[etʁø]）是法国上法蘭西大區北部省的一个市镇，属于瓦朗谢讷区。

## 地理
埃特勒（50°21'3"N, 3°35'39"E）面积5.3 平方千米，位于法国上法蘭西大區北部省，该省份为法国最北部的省份及最长的省份，西北濒北海，西接加来海峡省，南至埃纳省和索姆省，东与比利时接壤。
与埃特勒接壤的市镇（或旧市镇、城区）包括：奥南、圣索尔沃、索尔坦、瑟堡、屈尔日、马尔利、龙比和马尔希蓬。
埃特勒的时区为UTC+01:00、UTC+02:00（夏令时）。

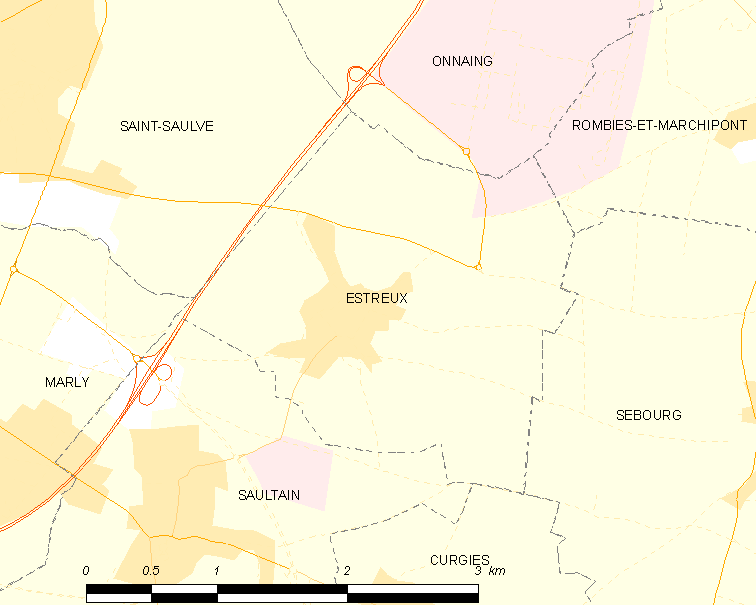
埃特勒的OSM定位图

## 行政
埃特勒的邮政编码为59990，INSEE市镇编码为59215。

## 政治
埃特勒所属的省级选区为马尔利县。

## 人口

1962-2008年间埃特勒人口变化图示

埃特勒于2022年1月1日时的人口数量为945人。